# Copa Petrobras Montevideo 2005
Il Copa Petrobras Montevideo 2005 è stato un torneo di tennis facente parte della categoria ATP Challenger Series nell'ambito dell'ATP Challenger Series 2005. Il torneo si è giocato a Montevideo in Uruguay dal 31 ottobre al 6 novembre 2005 su campi in terra rossa.

## Vincitori

### Singolare
Juan Martín del Potro ha battuto in finale  Boris Pašanski con il punteggio di 6–3, 2–6, 7–6(3)

### Doppio
Brian Dabul /  Damián Patriarca hanno battuto in finale  Daniel Köllerer /  Oliver Marach con il punteggio di 6–0, 6–4.